# (16104) Stesullivan
(16104) Stesullivan (1999 VT177) – planetoida z pasa głównego asteroid okrążająca Słońce w ciągu 3,45 lat w średniej odległości 2,28 j.a. Odkryta 6 listopada 1999 roku.